# Phòng khách

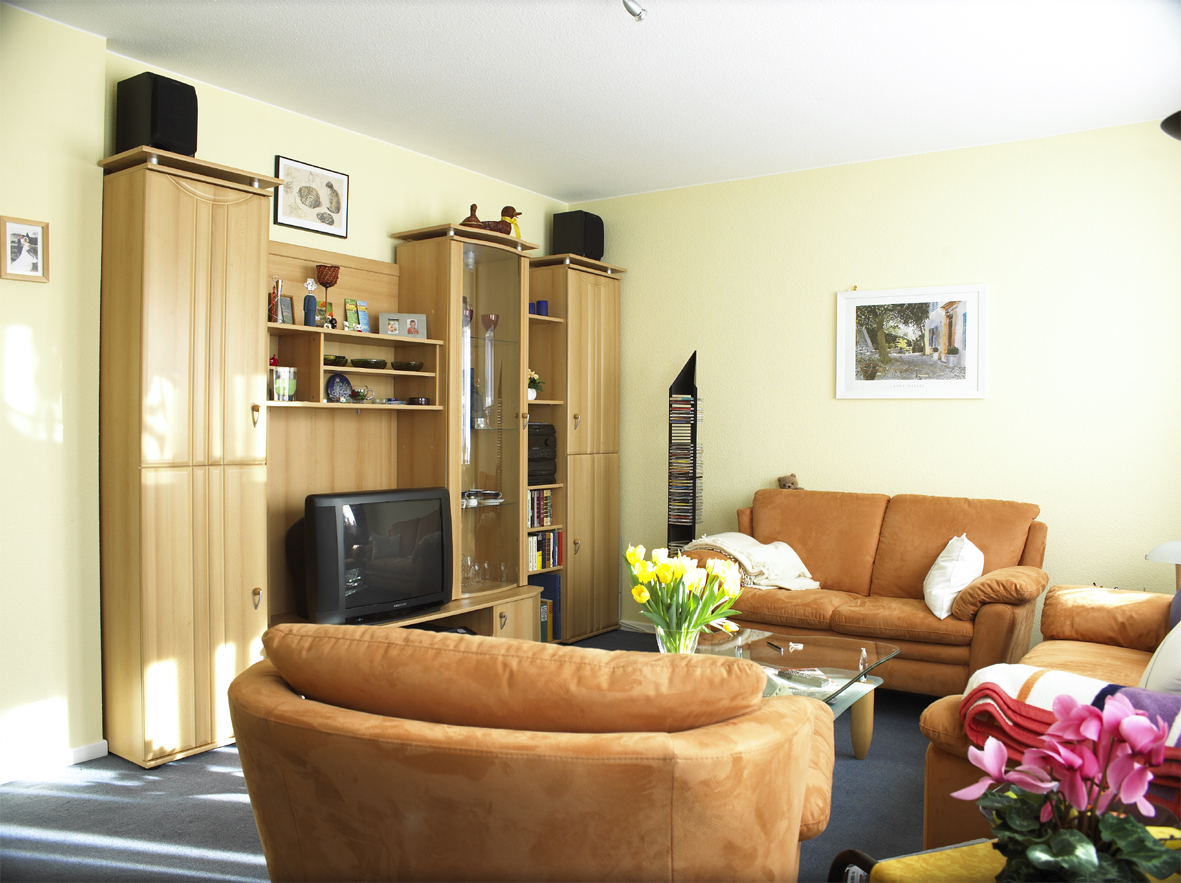
Không gian bố trí của phòng khách

Phòng khách là một không gian xây dựng được bố trí trong ngôi nhà (có thể là một phòng, một gian hoặc vách....) nhằm mục đích để chủ nhân ngôi nhà tiếp đãi khách hoặc sử dụng làm không gian sinh hoạt chung cho các thành viên trong gia đình. Ở kiến trúc xây dựng của một số nước, phòng khách có thể kiêm chức năng phòng giải trí dùng cho cả nhà xem truyền hình, nghe nhạc, vv.. Ở Một số nước khác, phòng khách được coi là trung tâm của ngôi nhà nên tất cả đồ nội thất tốt nhất, đẹp nhất, những đồ đoàn có thẩm mỹ thường được trưng bày tại đây.

## Tên gọi
Trong kiến trúc phương Tây, có một số thuật ngữ khác liên quan đến việc đặt tên cho một không gian phòng khách tương tự, nhưng nó có sự khác biệt nhỏ trên cơ sở chức năng được thực hiện như: living room theo ngôn ngữ tiếng Anh, drawing room, sitting room, lounge được cộng đồng người Anh (BrE) sử dụng; tiếng Anh Úc là lounge room. Trong khi đó, tiếng Pháp là Salon.

## Thiết kế
Tại một số căn nhà, nhất là các căn hộ, liền với phòng khách còn đặt thêm bàn ăn để gia đình dùng bữa ăn tối hoặc một phần phòng khách có thể được dành ra một khoảng để làm nơi học tập hoặc làm phòng làm việc (văn phòng). Tùy thuộc nhà ở mà dành cho phòng khách diện tích sử dụng lớn hay nhỏ, có phòng riêng hay chỉ một góc khiêm tốn. Trang trí nội thất phòng khách thường là không gian riêng thể hiện sự lịch sự của chủ nhà.
Một phòng khách điển hình ở các nước phương Tây là phòng được trang bị một ghế sofa, hay một bộ bàn ghế, bảng (thỉnh thoảng), tranh ảnh, thú nhồi bông, kệ sách, đèn, trải thảm, tủ chè, có thể tủ buýt phê, và nhiều đồ nội thất khác. Theo truyền thống, một phòng khách ở Vương quốc Anh sẽ có một lò sưởi nằm ở vị trí trung tâm của phòng khách. Tại Nhật Bản, theo truyền thống khách và chủ sẽ ngồi trên thảm (tatami) thay vì ngồi ghế, nhưng theo phong cách trang trí theo kiểu phương Tây cũng thường được sử dụng nhà Nhật Bản hiện nay. Phòng khách có nhiều kiểu thiết kế khác nhau tùy theo ý của mỗi chủ nhân ngôi nhà. Bạn có thể theo lối cổ điển, trựu tượng cho đến hiện đại. Ở Việt Nam thì phóng khách được bài trí khá cơ bản với những đồ nội thất như: Tivi, bàn ghế tiếp khách, cây cảnh, dàn âm thanh, tranh ảnh để trang trí.

## Hình ảnh

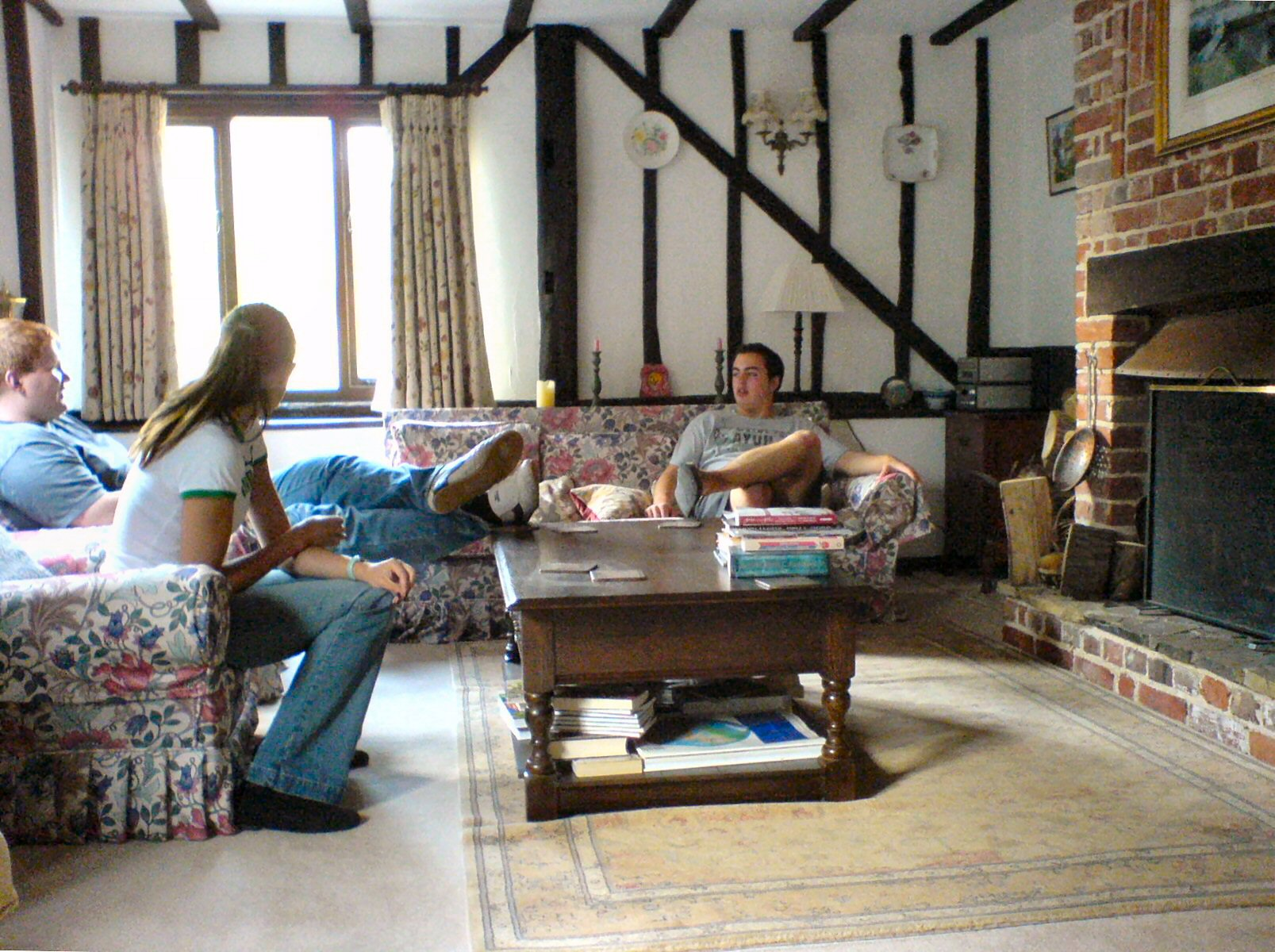
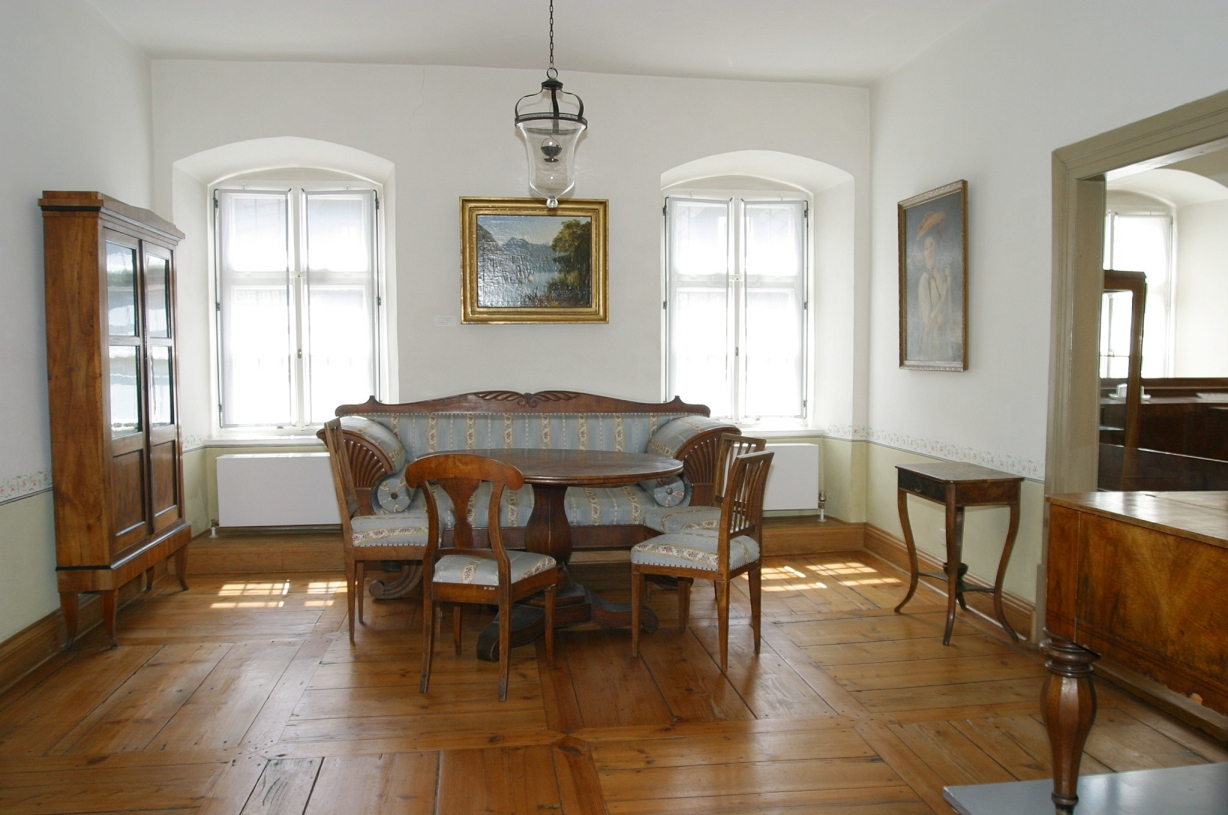
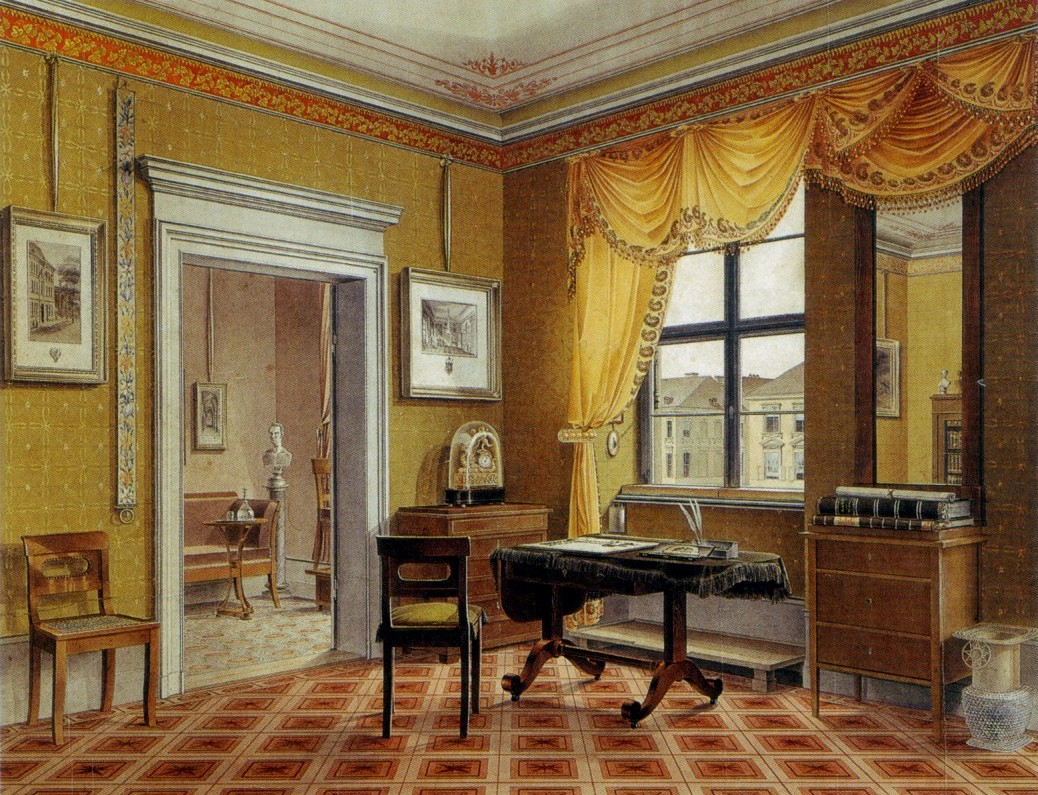
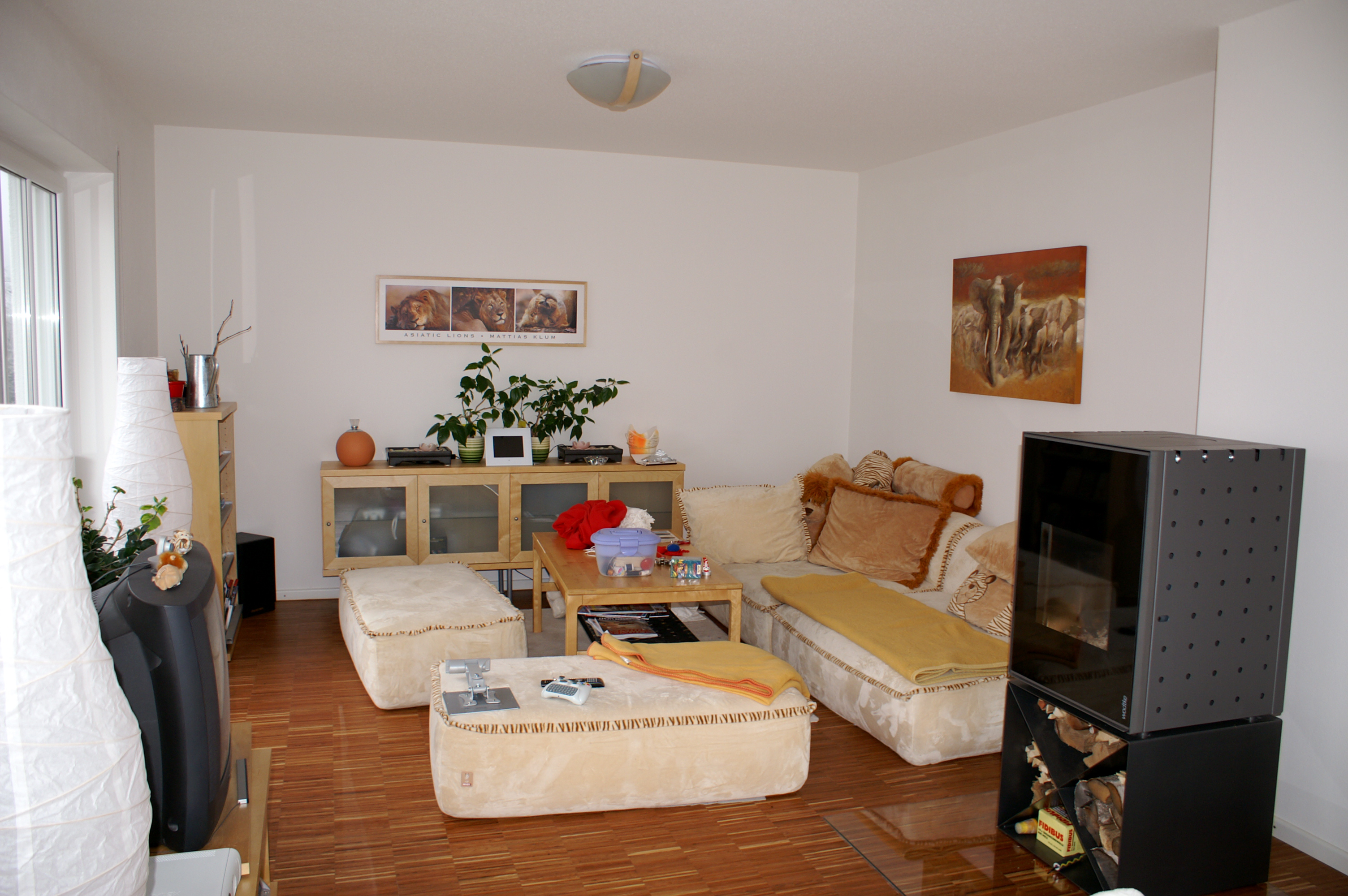
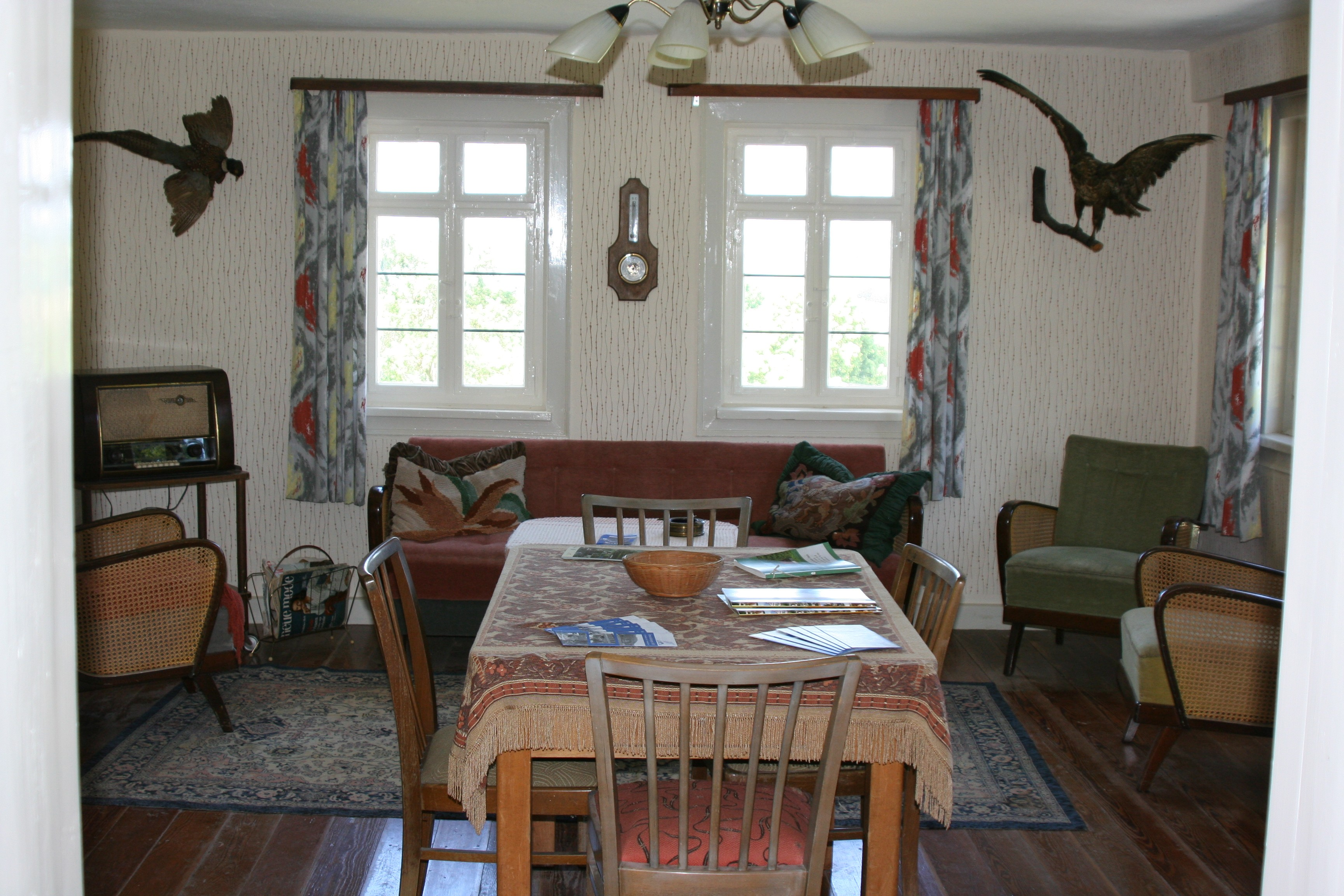
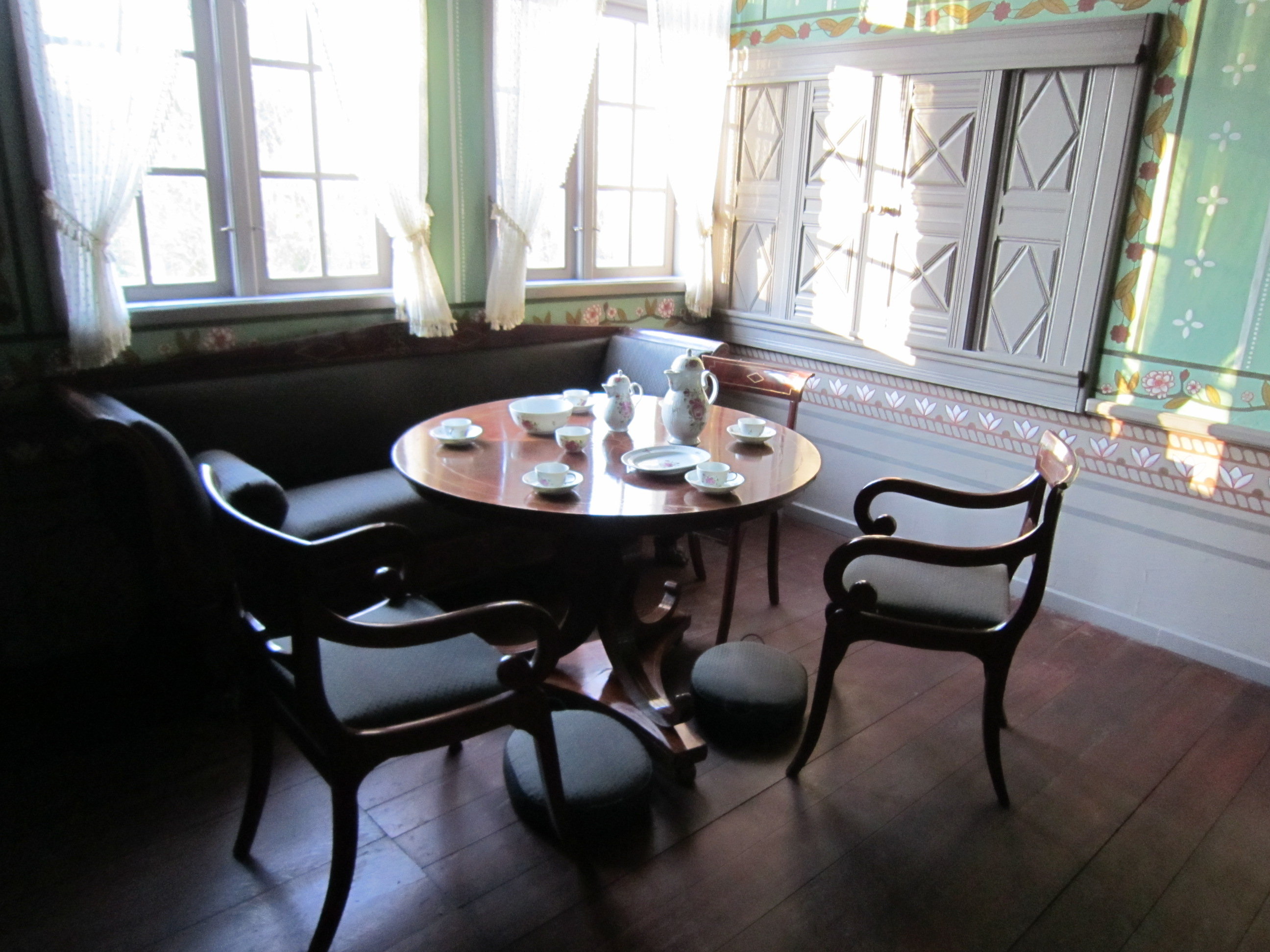
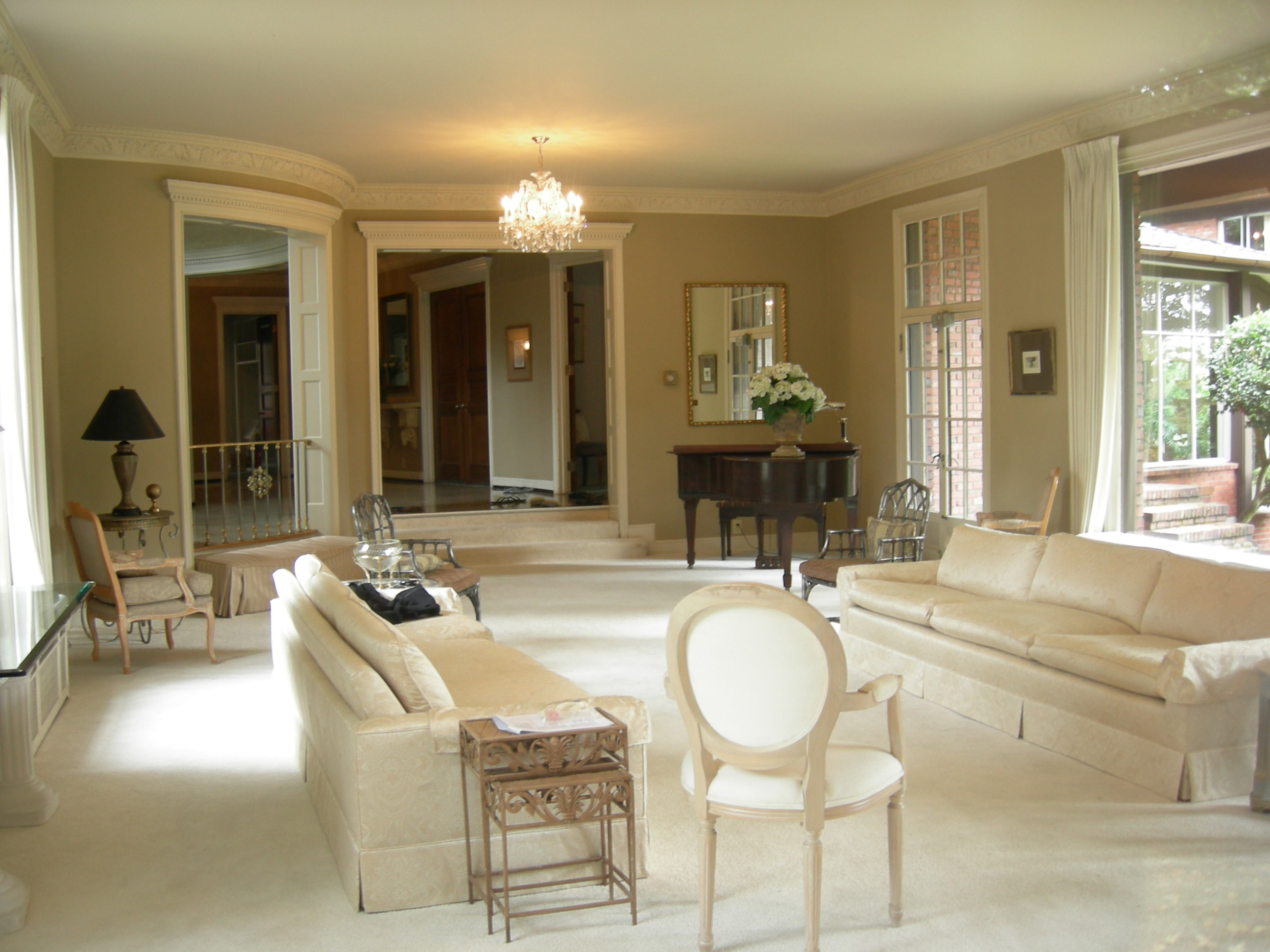
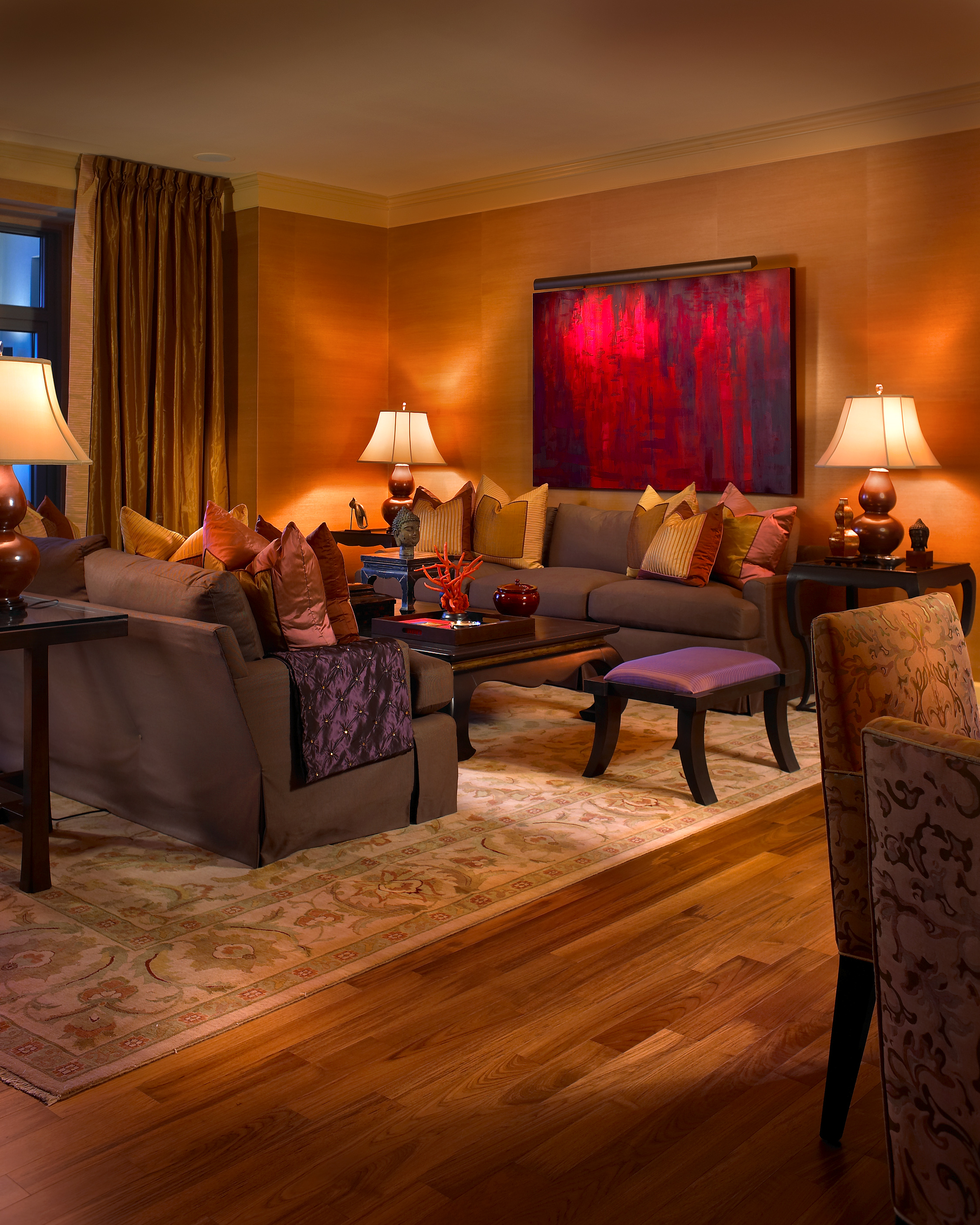
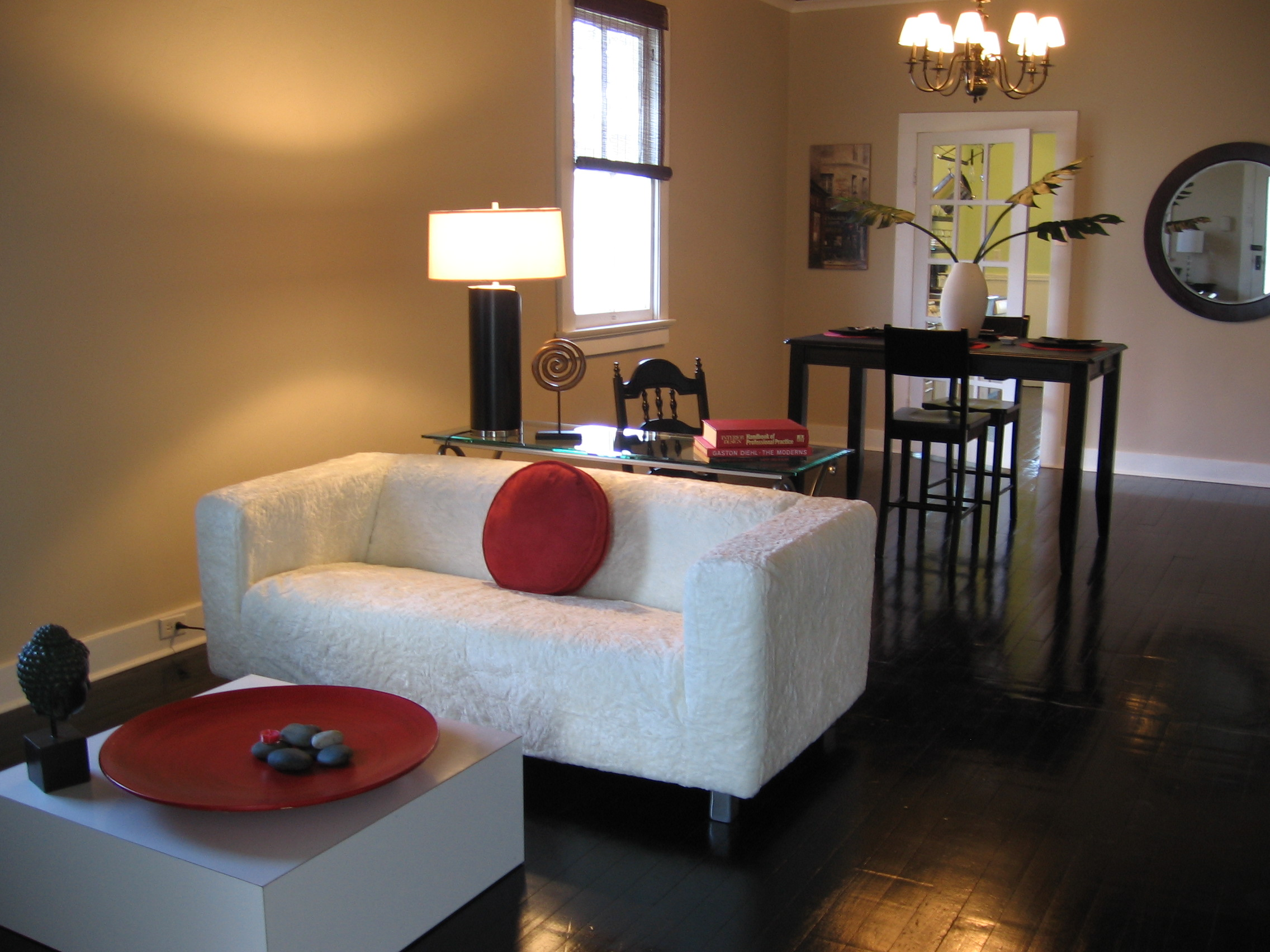